# Shintai (artes marciais)
Shintai sosa (em japonês:  身体操作), ou Shintai waza (em japonês:  進体技), é o conjunto de técnicas de deslocamento das artes marciais japonesas. Via de regra, executam-se os deslocamentos para frente e para trás, de modo natural, ataque e defesa. Também assim se faz durante os treinamentos, para a prática dos kihons.
Os exercícios praticados durante um treino devem ser sopesados, tendo em foco que eles serão eventualmente utilizados, ou seja, em que pese as posturas corresponderem a uma forma ideal de comportamento, durante um kumite o lutador fará movimentos aleatórios, o que nem sempre corresponde ao modelo ideal formado num kihon, isto é, numa situação real é praticamente impossível ao lutador manter numa base formal ou executar um golpe, tal como se os treinam no dojô, por isso se deve empregar mais vigor nos treinos.
Ao deslocar-se, o lutador deve manter sempre que possível os dois pés rentes ao solo ou, quando necessário, manter sempre um dos pés plantados. Ao fazer um giro, o pé de apoio deve preferecialmente girar sobre a parte kakato, mas admite-se sobre koshi também, como forma de estabelecer um eixo corporal e não se deixar perquer o equilíbrio.
Paralelo ao aspecto físico e espacial, porque os delocamentos não se resumen a andar de um lado para outro, o lado espiritual deve ser levado em conta. Cada movimento, isto é, na execução de cada técnica, seja deslocamento de posição, do corpo ou de qualquer membro, deverá existir a união entre o físico e o espírito, em harmonia.
Quando as bases têm abertura lateral igual à distância dos ombros, os pés deslocam-se em semi-cículo até juntarem-se em ayumi dashi e assim até completar o movimento. Quando se descola lateralmente, recolhe-se a perna traseira, entrando em kake dashi e terminando novamente na base; ou pode-se recolher a perna traseira, entrar em ayumi dachi e retornar à posição inicial. Quando se faz a transição de uma base para outra, ou um passo, os ajustes finais na postura são procedidos pelo giro da cintura (koshi kaiten).
A posição de luta, ou kamae, é de molde natural desenhada para dar a melhor combinação de solidez e flexibilidade, e bem assim quaisquer bases; é o ponto inicial e final. Lembrando ainda que o praticante deve executar movimentos fluidos, este faz os movimentos de forma a conduzir (aproveitar) a energia gerada (em tanden), fazendo-a seguir através do corpo, liberando seu fluxo de qualquer tensão parasitária.

## Ashi sabaki
Ashi sabaki (足さばき, trabalho com os pés) é forma como um budoca movimenta seus pés, de modo a potencializar a energia de seus golpes. Idealmente, um carateca jamais deveria perder o contacto com o chão, pois é exatamente do chão que se extrai a força suficiente para aplicar um golpe, com as mãos ou pés. Teoricamente, o bom budoca aproveita a própria energia do planeta Terra em seu esforço.

## Tai sabaki
Tai sabaki (体捌き) é o conjunto de técnicas que englobam as esquivas, ou afastamento de ataque, sendo um particularidade da movimentação. O escopo precípuo da técnica é (logicamente) evitar um ataque, mas de forma a dar ao defendente uma posição vantajosa, seja simplesmente deixando o opoente passar para conseguir acesso à sua retaguarda, ou o início da interceptação.